# Schloss Neuweier
Das Schloss Neuweier ist ein im 12. Jahrhundert als Wasserburg erbautes Anwesen. Es befindet sich am Ortseingang des Baden-Badener Ortsteils Neuweier am Fuße des Mauerbergs.

## Geschichte
Die Anfänge des Herrenhauses, das sich vermutlich auf römischen Anlagen erhebt, reichen bis ins 12. Jahrhundert zurück. Damals beherrschten die Ritter von Bach für 330 Jahre das Schloss Neuweier. Sie erbauten es als gotische Wasser- und wehrfähige Tiefenburg.

1525 wurde das Schloss im Deutschen Bauernkrieg erheblich beschädigt. Philipp IV. von Dalberg baute das Schloss im Jahre 1548 im Stil der Renaissance wieder aus, nachdem der letzte Ritter von Bach das Schloss an die Familie Cronberg-Dalberg vererbte. Mit dem Aussterben der Dahlbergs 1615 erbten die Gatten der letzten Töchter, Freiherr Eltz und Freiherr Knebel von Katzenelnbogen, das Schloss, welches später ganz in die Familie Knebel überging. Durch die neuen Bewohner kam die Rieslingrebe aus Franken nach Neuweier, welche auf den Terrassen des Mauerbergs angebaut wurde. Ebenso erhielt Neuweier hierdurch das Abfüllrecht in Bocksbeutel.
Im Pfälzischen Erbfolgekrieg 1689 und weiteren Kriegen im 17. und 18. Jahrhundert kam es des Öfteren zu schweren Schäden am Schloss. Nach dem Tod des letzten adligen Schlossherrn Franz Philipp Knebel von Katzenelnbogen im Jahr 1816 wechselte das Schloss mehrmals seinen Besitzer, bis 1869 die Familie August Rössler das Anwesen für 115 Jahre erwarb. Nachdem 1984 die Erben der Familie kein Interesse an der Nutzung des Schlosses hatten, fand sich neun Jahre lang kein neuer Besitzer. 1993 sanierten und modernisierten Gisela und Helmut Joos das Schloss. Mittlerweile ist das Schloss Neuweier im Besitz der Familie Schätzle.

## Heutige Nutzung

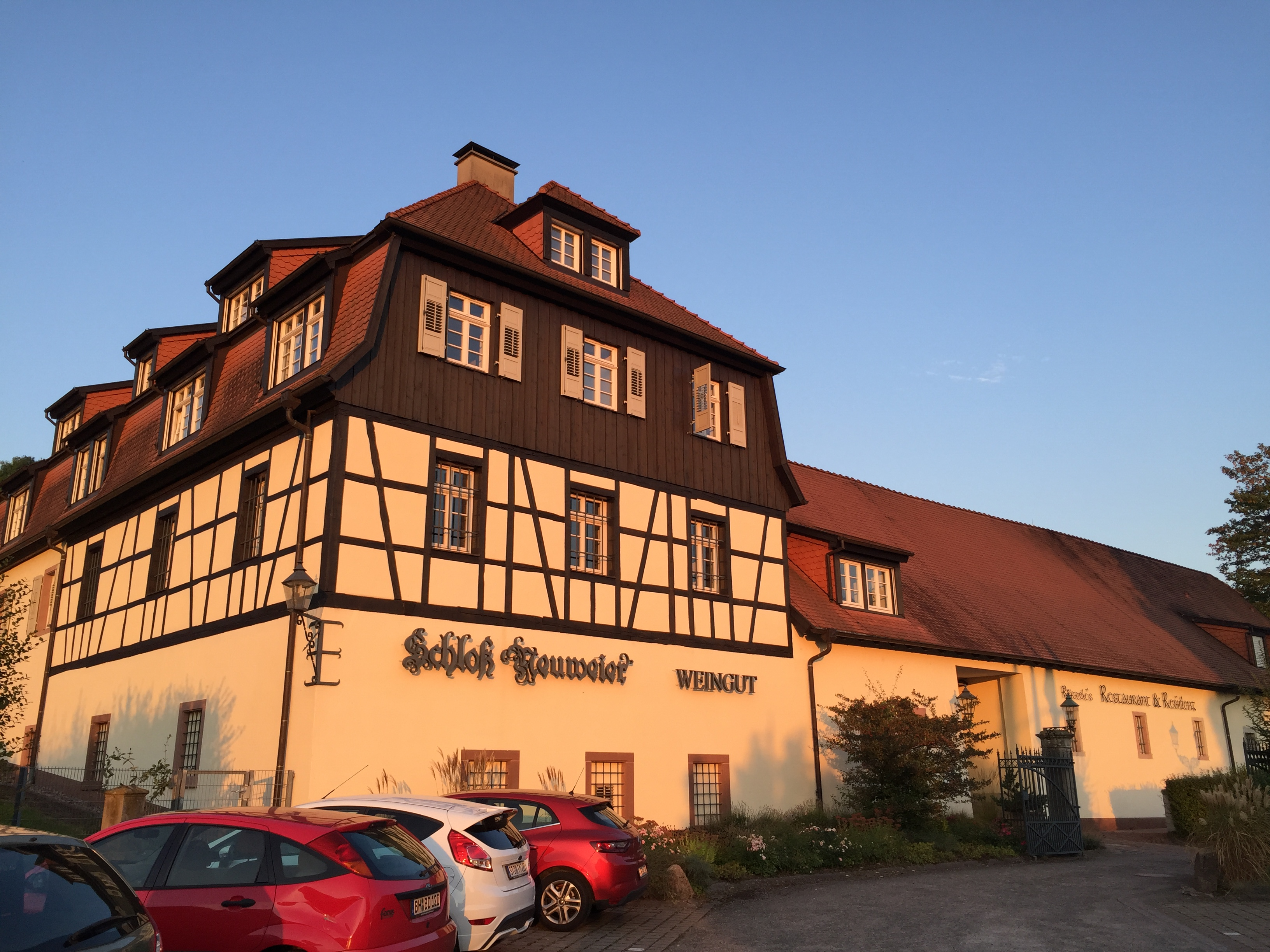
Schloss Neuweier

Das Gebäude ist eine der noch wenigen erhaltenen Niederungsburgen in Baden. Seit 2012 ist der Winzer Robert Schätzle mit dem Weingut Robert Schätzle Eigentümer, der das Schloss aus einer ehemaligen Konkursmasse kaufen konnte. Das Weingut baut heute auf einer Fläche von 14 ha 84 % Riesling und 12 % Spätburgunder in den Lagen Schloss- und Mauerberg an. Die Jahresproduktion beträgt bei einem Ertrag von 50 Hektoliter pro Hektar insgesamt 80.000 Flaschen.